# Кандоз
Кандоз (каз. Қандөз, до 1997 г. — Туркестанский) — село в Жанакорганском районе Кызылординской области Казахстана. Административный центр Кандозского сельского округа. Код КАТО — 434047100.

## Население
В 1999 году население села составляло 1331 человек (683 мужчины и 648 женщин). По данным переписи 2009 года, в селе проживало 1149 человек (586 мужчин и 563 женщины).